# Sonia Gardner
Sonia Gardner (Marrakech, Marruecos, 1962) es una empresaria y economista estadounidense. Directora de un fondo de inversión, es cofundadora de Avenue Capital Group.

## Biografía
Sonia Gardner nació como Sonia Esther Lasry en Marrakech, Marruecos, en 1962. Emigró con su familia a los EE. UU. en 1966. Su padre era un programador informático y su madre, profesora. Se crio en el este del país, en la ciudad de Hartford (Connecticut), junto a sus hermanos Marc y Ruth. Gardner recibió un B.A.con honores en Filosofía por la Universidad Clark en 1983 y obtuvo un J.D. en Derecho por la Benjamin N. Cardozo School de la Universidad Yeshiva en 1986.

## Carrera
Gardner empezó su carrera como abogada sénior del Departamento de reorganización corporativa y bancarrota. En 1989, Gardner y su hermano Marc, fundaron la firma de corretaje Amroc Investments. En 1990, Gardner y su hermano Marc fundaron una nueva empresa de corretaje de deuda con Sonia Gardner como Directora de Cartera Sénior. Gardner y su hermano Marc fundaron Avenue Capital Group en 1995.
En 2008, Gardner fue incluida entre las 100 Mujeres más influyentes en las finanzas y obtuvo el premio de liderazgo en la industria. En 2010 y 2011, fue incluida en la lista de las 50 Mujeres más importantes de los fondos de inversión. En 2012, Gardner fue incluida en el libro The Alpha Masters: Unlocking the Genius of the World’s Top Hedge Funds. En marzo de 2013, fue incluida en la lista de las 25 mujeres más importantes de Wall Street.